# Ōyamazumi-jinja
L'Ōyamazumi-jinja (大山祇神社) est un sanctuaire shinto situé dans l'île d'Omishima dans la mer intérieure de Seto. Le sanctuaire est dédié aux dieux qui protègent les marins et les soldats. Pour cette raison, de nombreux daimyos et d'autres chefs militaires ont fait des offrandes au sanctuaire dans l'espoir de succès ou en remerciement de victoires.
Les offrandes d'épées, d'armures et autres équipements militaires sont maintenant exposées au plus grand musée du matériel utilisé lors des combats du Japon de l'âge des samouraïs. Certaines des pièces conservées au sanctuaire ont appartenu à Minamoto no Yoritomo, fondateur du bakufu de Kamakura et premier shogun, et à son plus jeune frère, Minamoto no Yoshitsune, un héros tragique bien connu.

## Galerie d'images

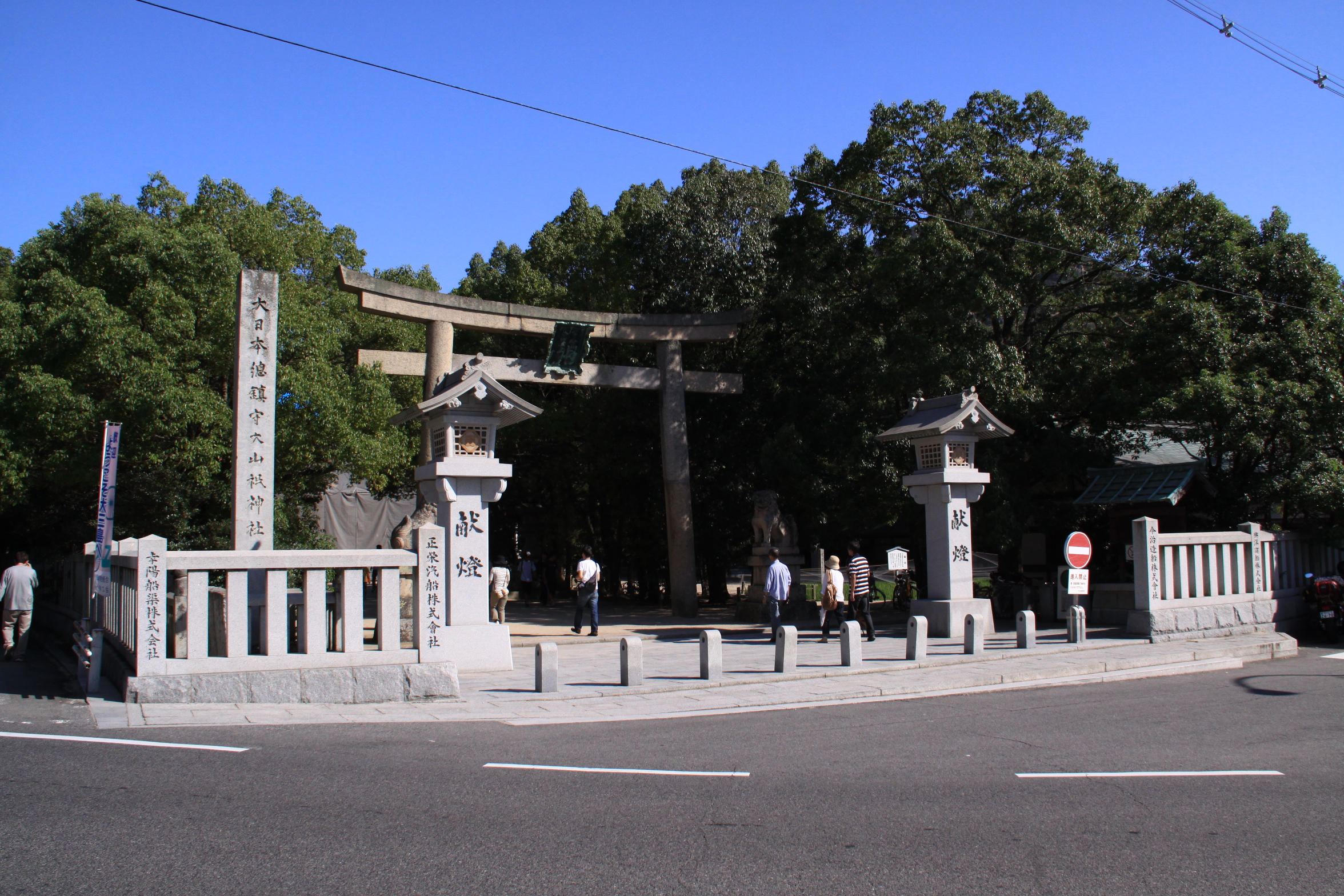
Torii.
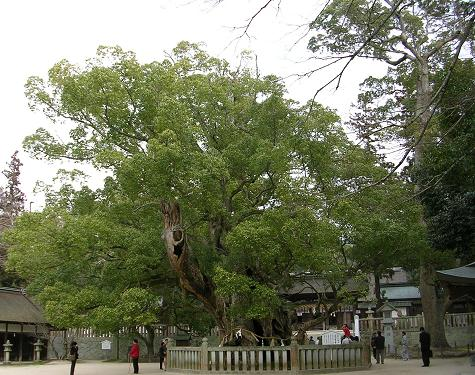
Camphrier.
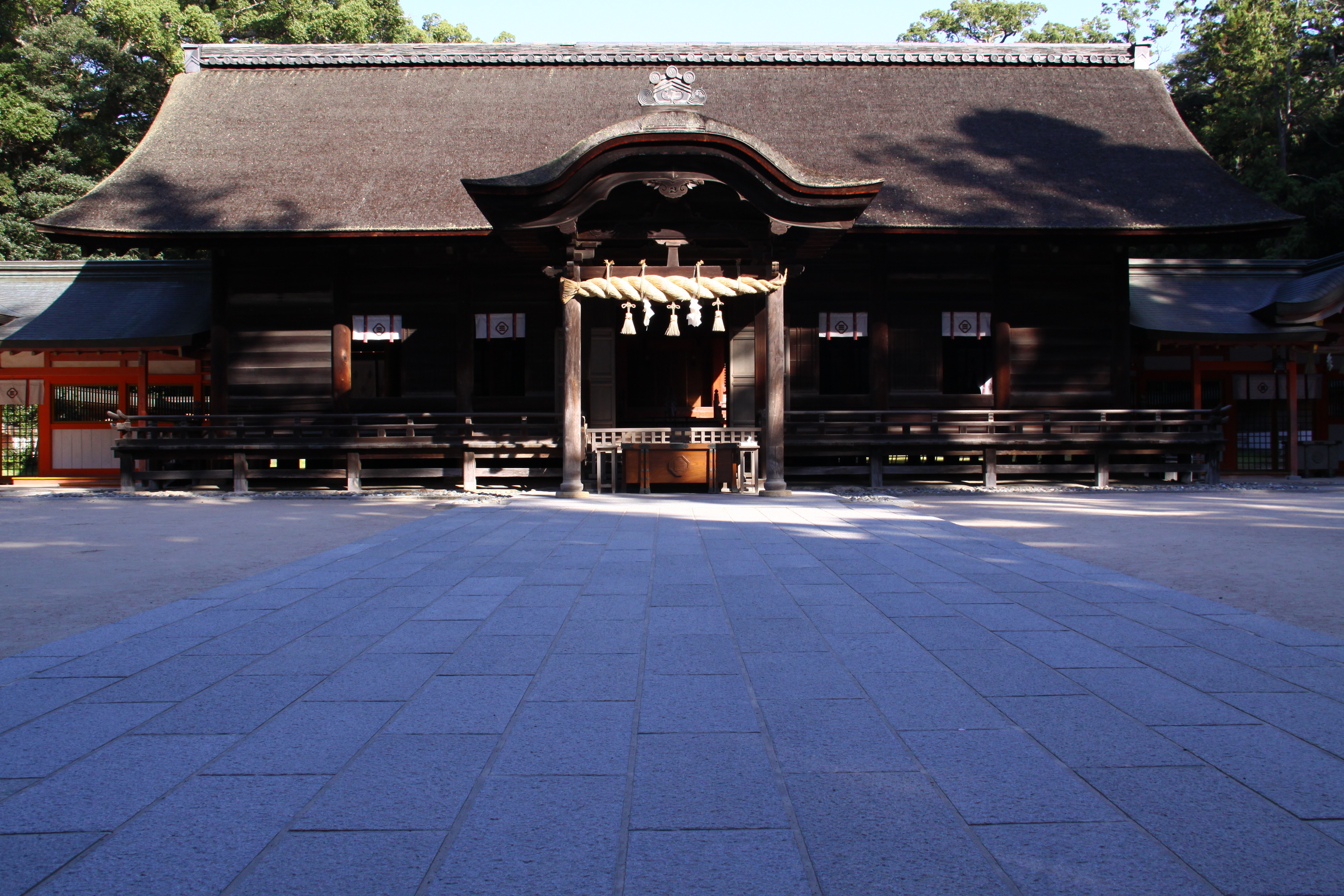
Honden.
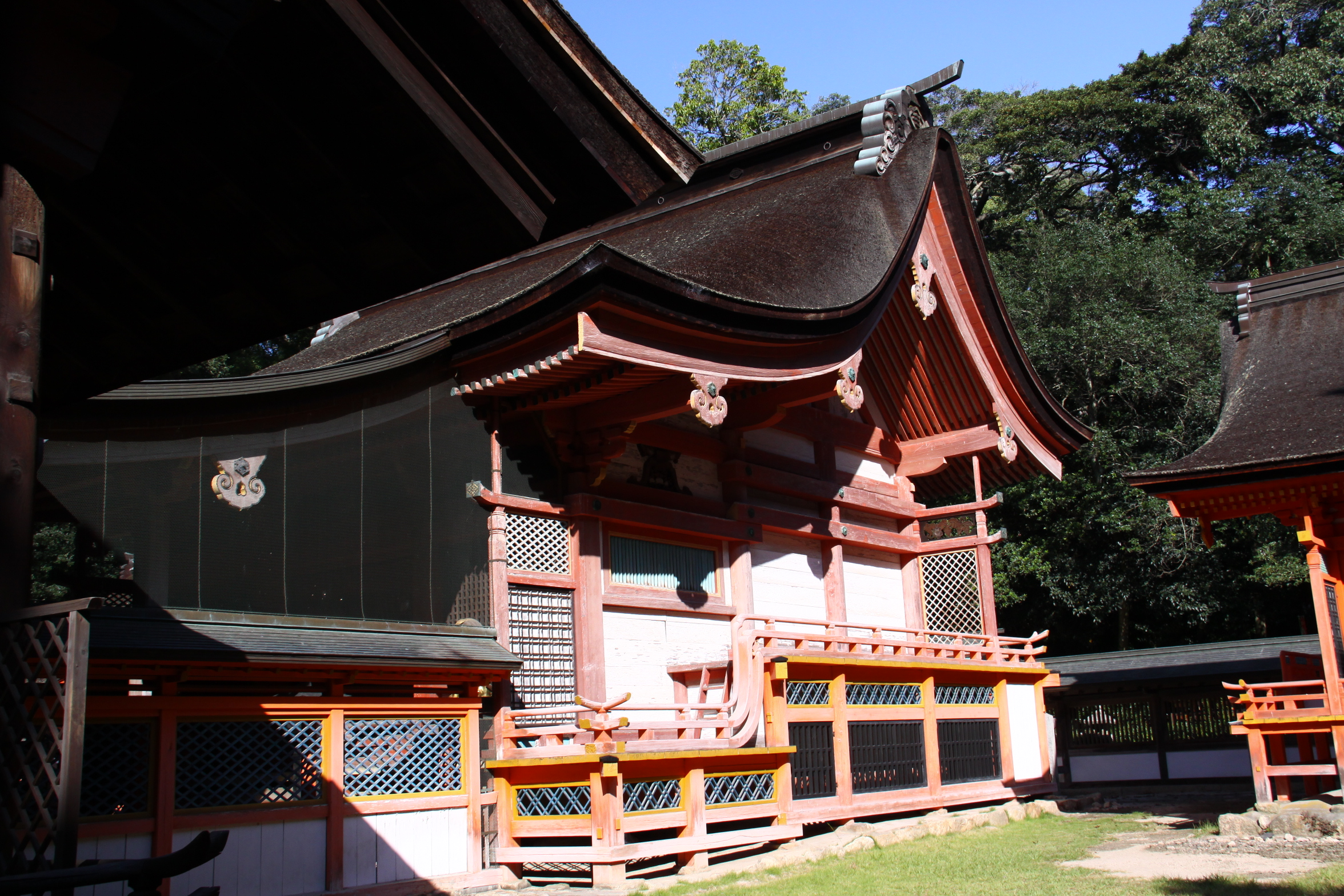
Honden.